# Perseu com a cabeça da Medusa
O Perseu com a cabeça da Medusa é uma estátua esculpida pelo italiano Antonio Canova. Está preservada no Cortile Ottagono dos Museus Vaticanos. Foi realizada em mármore branco e tem um tamanho ligeiramente acima do natural.
Possivelmente a sua composição mais célebre no gênero heróico e uma das principais em toda a sua produção, o Perseu foi concebido em torno de 1790 mas esculpido com grande rapidez entre fins de 1800 e o início de 1801, no retorno de sua viagem à Alemanha. Foi inspirado no Apolo Belvedere, uma obra considerada então como o ápice da estatuária clássica grega e um representante perfeito do Belo ideal.
Perseu não é figurado em combate, mas no seu triunfo, sereno, no momento de relaxamento após a tensão da luta com a Medusa. Nele estão expressos dois princípios psicológicos opostos mas contíguos, o da "ira cessante" e o da "satisfação nascente", como sugeriu a condessa Isabella Albrizzi, uma de suas primeiras comentaristas, ainda em vida do autor.
Imediatamente após sua conclusão foi reconhecido como uma obra-prima, mas houve quem criticasse seu caráter excessivamente "apolíneo", próprio para o deus mas não para um herói, e sua atitude por demais "graciosa", indigna de um guerreiro. Leopoldo Cicognara ironizou o fato dizendo que os críticos, na impossibilidade de atacarem a execução, tida como impecável por todos, procuraram desmerecer seu conceito. Anos mais tarde, quando Napoleão invadiu a Itália, confiscou o Apolo e o levou para a França. O papa então adquiriu o Perseu como substituição e mandou instalá-lo no pedestal da imagem roubada, um gesto de grande valor simbólico para os italianos, abalados com o saque de suas riquezas pelo invasor. Por isso o Perseu recebeu o apelido de O Consolador.
Pela soberba conquista artística que a estátua é, em 1802 Canova recebeu do papa Pio VII o título de cavaleiro da Ordem da Espora de Ouro. Foi a única honraria que Canova recebeu pessoalmente, avesso que era ao cerimonial. Durante a cerimônia o papa colocou a comenda no peito do artista com suas próprias mãos, uma quebra de protocolo que chamou a atenção geral na época, e que significava a alta estima que o papa lhe devotava. Para muitos daquela época, Canova, hoje considerado um dos maiores expoentes do estilo Neoclássico, era o maior escultor desde Fídias, na verdade era chamado de o Novo Fídias.
Existe uma segunda versão do Perseu que foi criada entre 1804 e 1806 para a condessa Valeria Tarnowska da Polônia e que hoje está no Museu Metropolitano de Arte de Nova Iorque, e que segundo a descrição do museu mostra um maior refinamento nos detalhes e uma abordagem mais lírica do sujeito.